# Tetrabromsilan
Tetrabromsilan (auch Siliciumtetrabromid, Siliziumtetrabromid) ist das perbromierte Derivat von Monosilan. Es ist eine anorganische chemische Verbindung des Siliciums aus der Gruppe der Bromide und Siliciumtetrahalogenide.

## Gewinnung und Darstellung
Tetrabromsilan kann durch Reaktion von Silicium mit Bromwasserstoff bei 600 °C gewonnen werden.
{\displaystyle \mathrm {Si+4\ HBr\longrightarrow SiBr_{4}+2\ H_{2}} }
Ebenfalls möglich ist die Darstellung durch Reaktion von Silicium mit Brom bei 600 °C oder Silicium mit Silberbromid bei 650 °C.
{\displaystyle \mathrm {Si+2\ Br_{2}\longrightarrow SiBr_{4}} }
{\displaystyle \mathrm {Si+4\ AgBr\longrightarrow SiBr_{4}+4\ Ag} }

## Eigenschaften
Tetrabromsilan hat eine tetrahedrale Struktur. Es ist eine feuchtigkeitsempfindliche farblose Flüssigkeit mit beißendem Geruch, die mit Wasser heftig reagiert, wobei Bromwasserstoff entsteht.
{\displaystyle \mathrm {SiBr_{4}+4\ H_{2}O\longrightarrow Si(OH)_{4}+4HBr} }

## Verwendung
Siliciumtetrabromid wird in der Halbleiterindustrie als Silicium-Dotierungsquelle verwendet.